# 费尔德巴赫
费尔德巴赫（德語：Feldbach，德語發音：[ˈfɛltˌbax]）是奥地利施泰爾馬克州的一个市镇，属于东南施泰尔马克县。该市镇总面积为67.13平方千米，截至2018年1月1日总人口为13,369人。2015年1月1日，市镇奥尔斯巴赫、格尼宾-魏森巴赫、戈森多夫、拉布河谷莱特斯多夫、费尔德巴赫附近米尔多夫和拉包并入费尔德巴赫。